# 阿里斯·卡莱泽

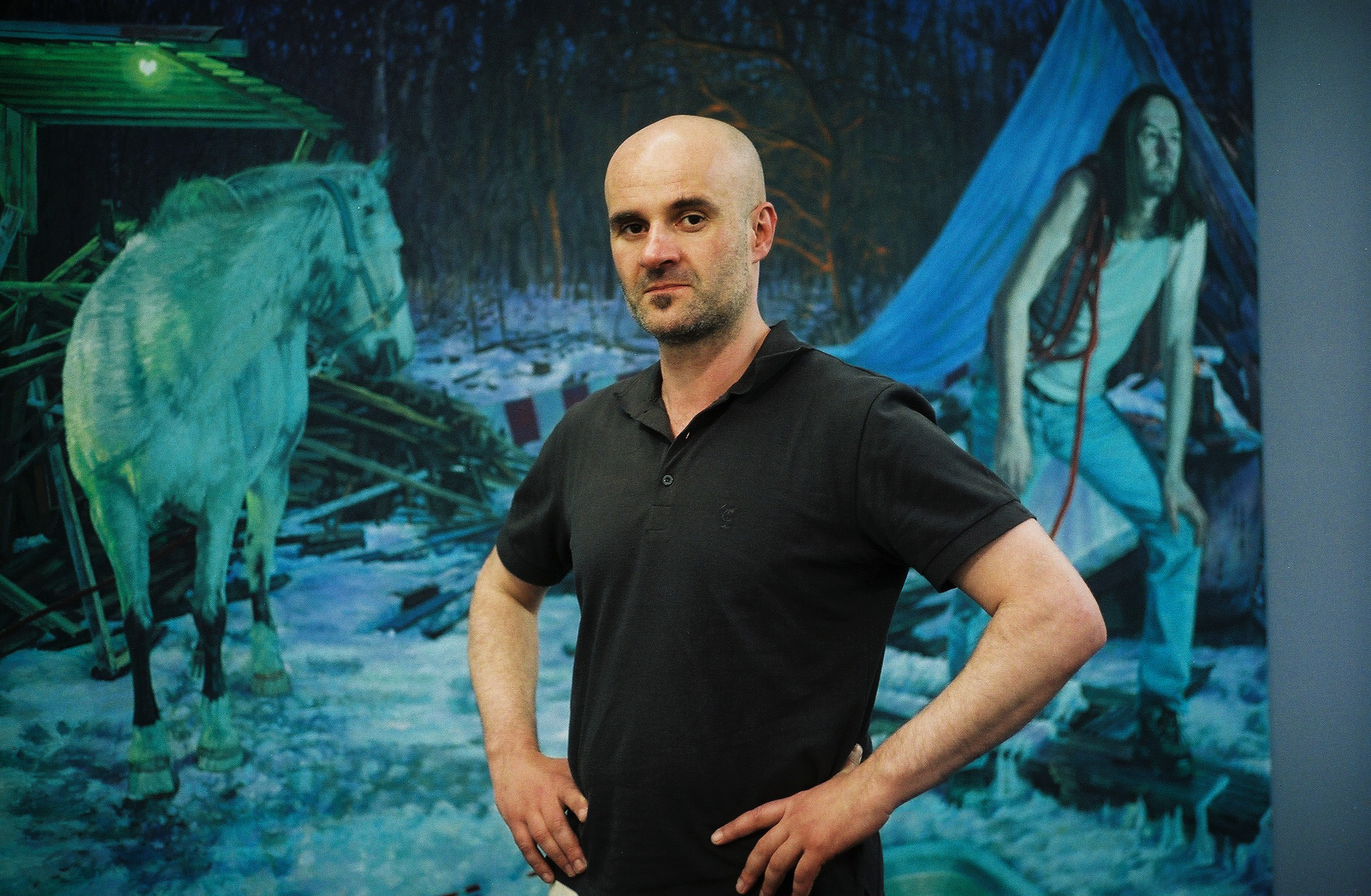
阿里斯·卡萊澤

阿里斯·卡莱泽（1966年- ），生于莱比锡。希腊裔德国画家。

## 早期生活
阿里斯·卡莱泽，希腊政治移民之子，1966年生于德国莱比锡，并在那里长大。1992年，阿里斯进入莱比锡视觉艺术学院开始学习艺术，师从于阿尔诺·林克教授，同时也受到尼欧·劳贺（阿尔诺·林克教授的前助手，著名德国当代艺术家）的指点，并于1997年以优异的成绩毕业。
早期，阿里斯受到西班牙巴洛克画家胡塞佩·德·里贝拉和英国画家弗郎西斯·培根（艺术家）的影响，1997至2000年间，他追随阿尔诺·林克教授攻读硕士学位。2005年，阿里斯最大的个人展览——主题为《未知的追寻》的十年回顾展——在马伯格艺术大厅举行。2007年，他在纽约市举办了其在美国的第一次个人展览。参加2010年威尼斯双年展使阿里斯的作品为更广大的观众所了解。2011年，别具一格的《双视》展将阿里斯的作品带到了格赖茨城堡博物馆（Schloßmuseum，Greiz）。同年，在中国广东美术馆的第四届广州三年展上，他的作品首次来到亚洲展出。
阿里斯的作品为世界各地的数个机构和藏家所藏。他属于新莱比锡画派，自2000年起成为自由画家，居住在莱比锡。

## 作品

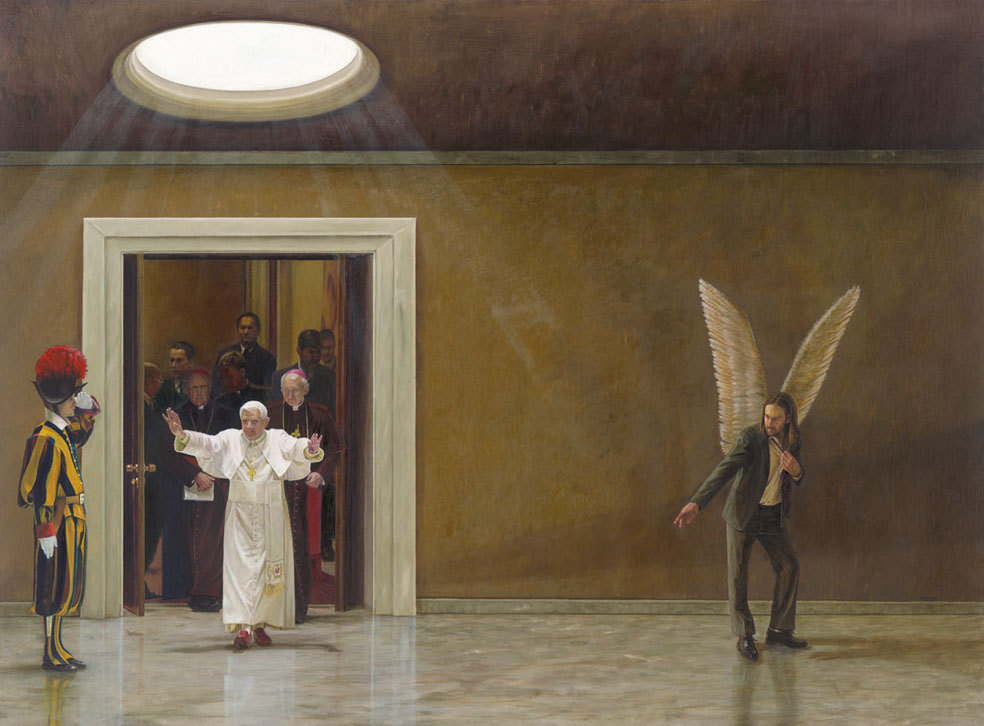
Make Believe / Oil on wood / 59x80cm / 2009

阿里斯多在几副照片的帮助下，从梦中获得作画的感觉，一旦他脑子的概念成型，他就寻找现实中能最好表现其脑中形象的场景，一旦发现这个场景，他就将其拍摄下来，这个照片就成为画作背景的基础，随后在画家的工作室中把多余的部分去除，使得形体尽可能的抽象，随之，就开始了想象的过程。从与同阿里斯的谈话获知，他把照片钉在床上，在随后的冥思中，他把场景摆在面前思考能有什么事情发生。在整个作画的过程中，阿里斯并不绘制草图，而是写脚本，其中细致的描述了所有的事项：构图，光线表现艺术，所需的服饰，以及人物须作的姿势。一旦脚本完成了，他就拍摄其它所需物品的照片，树木，车辆等等。
（画中）人物主要是画家本人的亲属和熟人，他们被邀请到工作室，画家拍下他们的照片。在开始作画之前，阿里斯先把照片钉在画框上，平均每次钉6-12副照片，如此这般完成计划工后，形成了一个在脑海中想象出的，但在现实生活中并不存在的世界。这使得阿里斯不同于许多写实主义摄影家，他们并不挑战新的境界。随后，阿里斯根据自己所记录的脚本绘画，其中不时出现超现实主义的场景，但这些画既不完全是写实主义，也不完全是超现实主义。美国艺术史学者卡洛尔·斯特罗兰德在其2006年名曰《阿里斯 曲线为途达统一有序》文章中说到阿里斯的作品时创造了“潜写实主义”一词。“潜”含有在表象下埋藏秘密之意。阿里斯的近作中采用了晚间光线，显得有些阴晦，（在他画中）一贯含有的灾祸隐伏表面下，总有些什么东西很凶暴。虽然，人们从未看到犯罪的场面，但阿里斯的作品中总是倾向于表现出某种威胁。阿里斯的画作虽然很明显是“有系统的制作”的，而非“即兴表演”而来的。但他的画仍然可以有各种不同的理解，而且总是保持着神秘感。一些物品和人物（女儿，妻子，好友等）会多次出现，甚至原封不动的重复，即使一副画中也可能如此。显示出交叠的历史。

## 说明
东德表现主义（2006）http://www.csmonitor.com/2006/0929/p11s02-alar.html （页面存档备份，存于）
Gettersby". A Leipzig painter in NYC (2007), 一个莱比锡画家在美国
Gettersby" - Press release of Aris Kalaizis first US-show (2007) ？？阿里斯·卡莱泽首次在美展览新闻发布会
阿里斯·卡莱泽在莱比锡和柏林（2009）http://www.welt.de/die-welt/article3831413/Maerzgalerie-zeigt-Aris-Kalaizis-in-Leipzig-und-Berlin.html （页面存档备份，存于）
Der Leipziger Maler Aris Kalaizis" (2005)
Arrangeur intensiver Möglichkeiten（2005）

## 荣誉和获奖
- 1997 德国萨克森州州立奖学金
- 2001 Art prize from the "Volks and Raiffeisenbank"
- 2005 USA（哥伦布，俄亥俄？）科学艺术部外籍人士奖学金
- 2007 ISCP-Residency, New York City, USA